# Kanton L'Aigle-Est
L'Aigle-Est is een voormalig kanton van het Franse departement Orne. Het kanton maakte deel uit van het arrondissement Mortagne-au-Perche. Het werd opgeheven bij decreet van 25 februari 2014, met uitwerking op 22 maart 2015.

## Gemeenten
Het kanton L'Aigle-Est omvatte de volgende gemeenten:
- L'Aigle (deels, hoofdplaats)
- Chandai
- Crulai
- Irai
- Saint-Martin-d'Écublei
- Saint-Michel-Tubœuf
- Saint-Ouen-sur-Iton
- Saint-Sulpice-sur-Risle
- Vitrai-sous-Laigle